# Teatro de Lindos
El Teatro de Lindos fue un antiguo teatro griego de la ciudad de Lindos, en la isla de Rodas (Grecia). Sus ruinas se encuentran en el pueblo moderno de Lindos, en la ladera suroeste de su acrópolis, la colina del castillo.

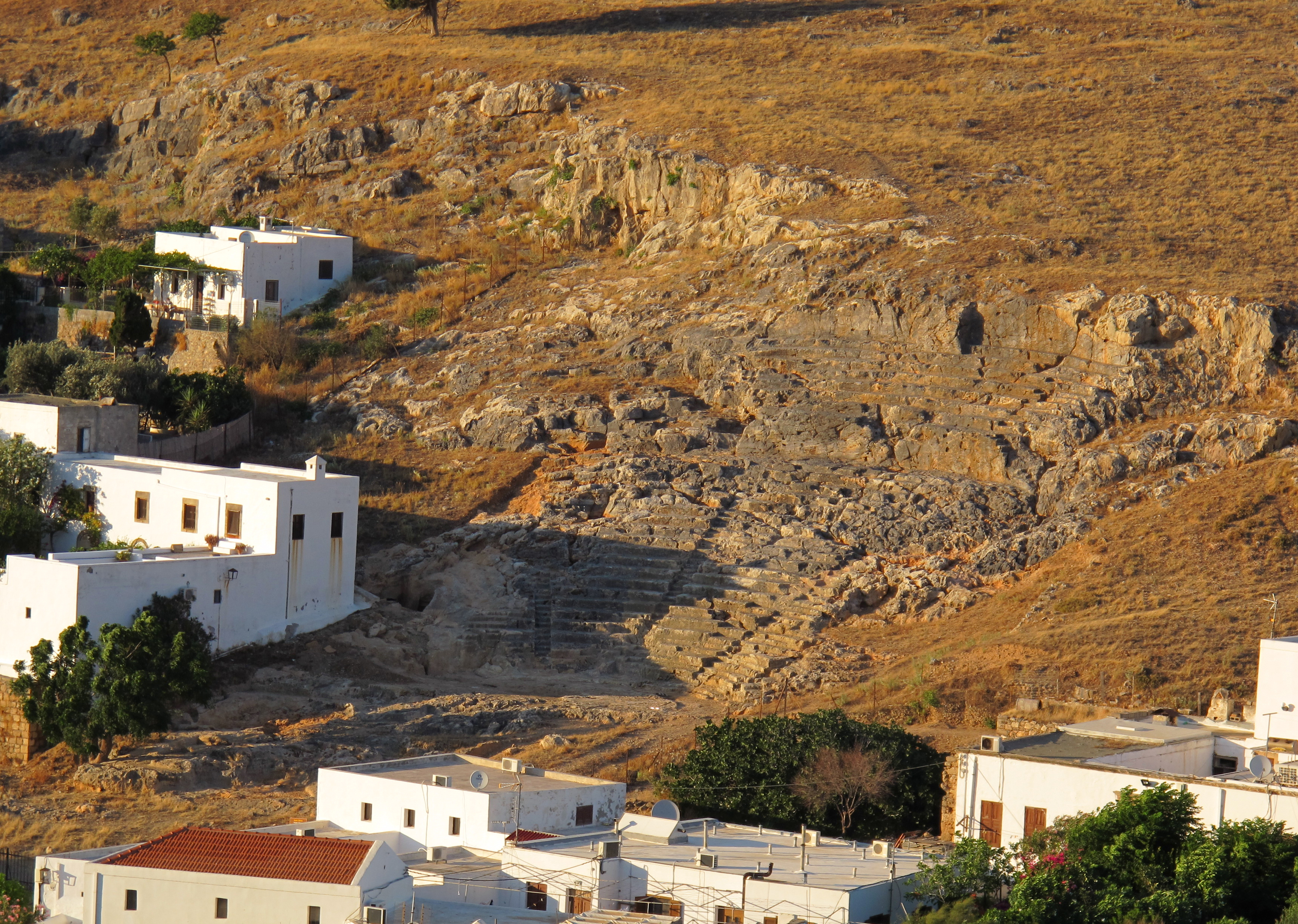
Ruinas del Teatro de Lindos en la ladera de la Acrópolis.

Se construyó en el 300 a. C. Era un típico edificio teatral semicircular griego con una orchestra circular en el centro y una skené, o edificio escénico, detrás. El diámetro del edificio era de unos 28 metros. Se calcula que el auditorio tenía capacidad para unas 1800-2000 personas. Los asientos de la cávea (auditorio) estaban excavados en la ladera de la colina del castillo. Había 26 filas de asientos, 19 por debajo de la diazomata, o pasillo transversal, y siete por encima. Las tres filas inferiores estaban reservadas a los dignatarios.
En la actualidad, la parte mejor conservada de los asientos del auditorio del teatro es la central, que fue tallada directamente en la roca de la acrópolis. Cerca del teatro estaba el Tetrastoon, un edificio de cuatro estoas , construido como una especie de extensión del teatro, que se utilizaba para servicios religiosos.
El teatro ha sido renovado en 2012.